# Station Chorleywood
Chorleywood is een station van National Rail (Chiltern Railways) en de metro van Londen aan de Metropolitan Line. 

## Geschiedenis
De Metropolitan Railway (MR) wilde in 1880 haar westlijn via Chesham bij Tring laten uitkomen op de West Coast Main Line, maar besloot tijdens de bouw van de lijn tot Rickmansworth om een andere route, via Aylesbury, door de Chilterns te kiezen. Het station is, samen met de lijn naar Chesham, geopend in 1889 als Chorley Wood en werd in 1915 hernoemd naar Chorley Wood & Chenies. In 1934 werd de originele naam hersteld, waarna in 1964 de naam aan elkaar geschreven werd. De Great Central Railway (GCR) werd in 1898 vanuit het noorden bij Quainton Road op de MR aangesloten. Hierdoor kon de GCR over de sporen van de MR doorrijden tot Marylebone in het centrum van Londen en ontstond een gemengd trein/metro verkeer. In 1906 nam GCR eigen sporen ten zuiden van Harrow in gebruik tussen Aylesbury en Neasden, waarna alleen nog stoptreinen tussen het metroverkeer reden.  
In het interbellum voerde de MR een moderniseringsprogramma door, in het kader hiervan werd in 1925 de lijn ten oosten van Rickmansworth geëlektrificeerd. Na de elektrificatie werden de stoomlocomotieven die de metro's langs Chorleywood trokken bij Rickmansworth gewisseld voor een elektrische locomotief. In 1933 werd het OV in Londen genationaliseerd in de London Passenger Transport Board (LPTB) die de MR als Metropolitan Line voortzette. LPTB kwam met het New Works Programme 1935-1940 om knelpunten in het metronet aan te pakken en nieuwe woonwijken op de metro aan te sluiten. Een van de verbeteringen was de elektrificatie ten westen van Rickmansworth, waaronder Chorleywood, hetgeen door het uitbreken van de Tweede Wereldoorlog echter niet werd uitgevoerd. 
De treindiensten werden in 1948 genationaliseerd in British Railways en tussen juni 1958 en juli 1962 werden de bouw van extra sporen ten oosten van Rickmansworth en de elektrificatie naar het westen alsnog uitgevoerd, zij het dat Amersham het nieuwe eindpunt van de metro, en daarmee van de elektrificatie, werd. De elektrificatie ten westen van Rickmansworth was op 12 september 1960 gereed en op 10 september 1961 staakte de underground haar diensten ten westen van Amersham waarmee ook een einde kwam aan de stoomtractie bij Chorleywood. London Underground bestelde als onderdeel van de elektrificatie het zogeheten  Amersham-materieel (A-stock). De stoptreinen tussen Aylesbury en Marylebone werden sindsdien door British Rail verzorgd met diesel treinstellen Class 115, de door elektrische locomotieven getrokken metro's werden vervangen door de Amershamstellen. 

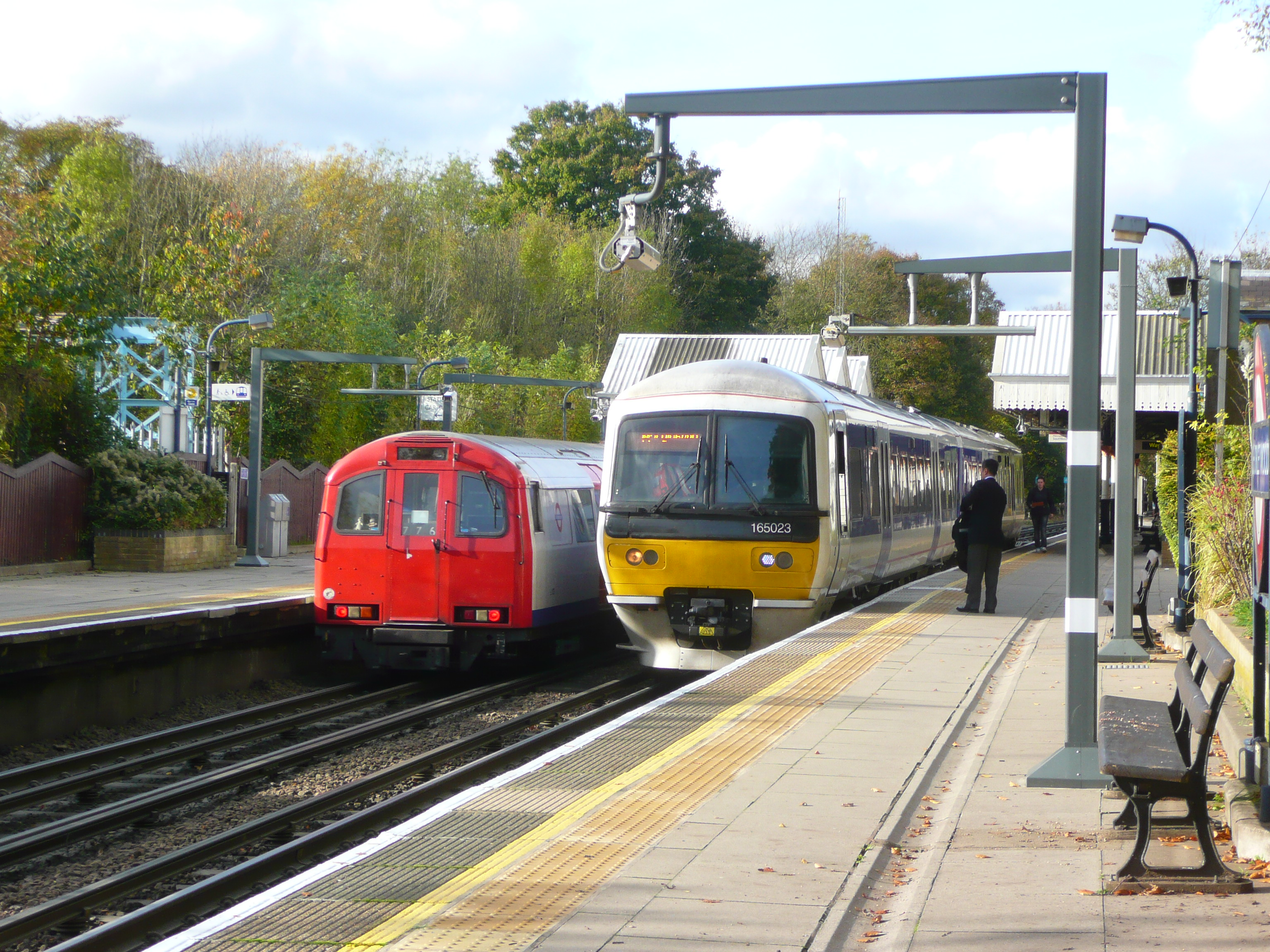
Meetrijtuig van de metro naast een trein in het station.
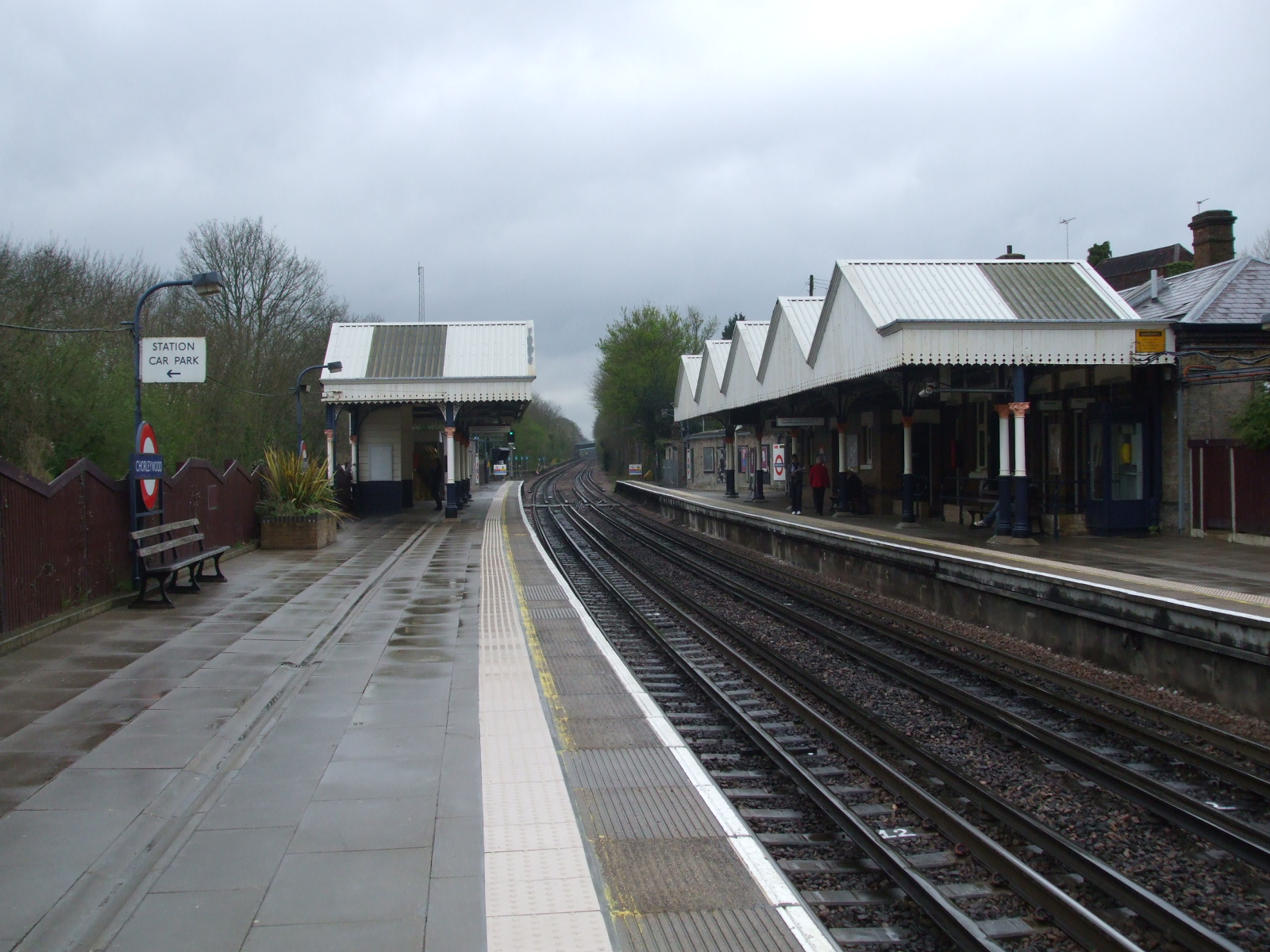
Het station met de Victoriaanse perronkappen gezien uit het oosten.
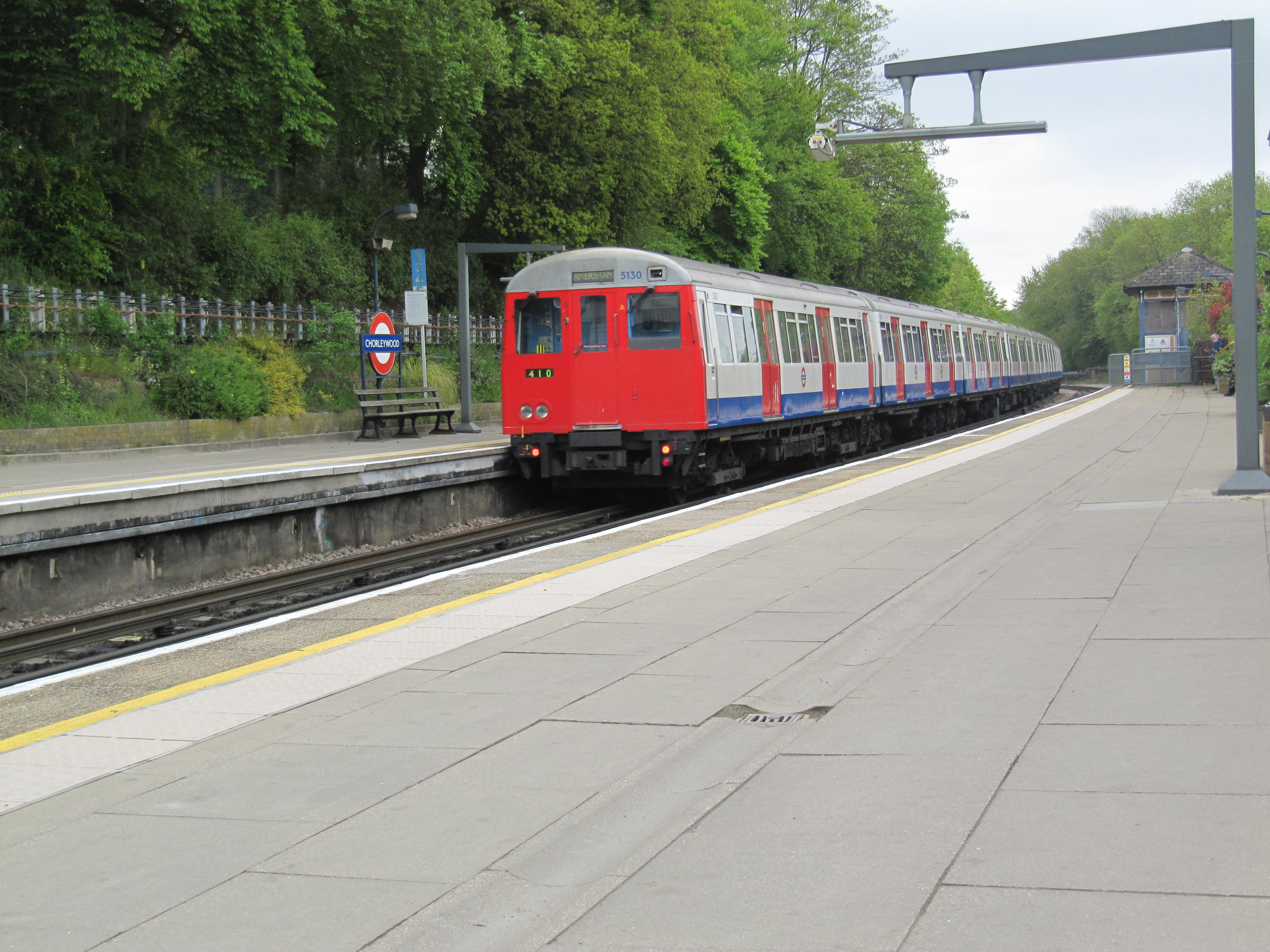
Amersham materieel verlaat het station in oostelijke richting.

## Ligging en inrichting
Het dorp Chorleywood ligt in het Three Rivers- district van Hertfordshire , ongeveer 32 km van Londen. Het station Chorleywood ligt in Travelcard Zone 7 (voorheen zone B) heeft twee sporen die gezamenlijk door trein en metro gebruikt worden. Beide perrons zijn toegankelijk vanaf straatniveau. 

## Reizigersdienst
De diensten door zowel de metro als de spoorwegen werden aanvankelijk uitgevoerd door stoomtreinen. Vanaf 1961 werden de elektrische Amershamstellen ingezet op de Metropolitan Line bij Chorleywood, sinds 12 december 2010 worden de twee takken ten westen van Chalfont & Latimer om en om bereden door S8-materieel dat toen instroomde. Chiltern Railways (Aylesbury-Marylebone) zet Class 165 en Class 168 dieseltreinstellen in. Sinds december 2011 rijden er nog maar een paar metro's in de ochtendspits als snelle treinen, op andere momenten doen de treinen meestal alle stations aan, waardoor de reistijd met meer dan 10 minuten toeneemt. De reis naar het centrum van Londen duurt ongeveer 35-50 minuten, afhankelijk van de lijn en het tijdstip van de dag. Northbound Metropolitan Line-treinen doen alle stations aan naar Amersham of Chesham .

### Metropolitan Line
De Metropolitan-lijn is de enige lijn in de Londense metro die een expresdienst exploiteert, hoewel deze momenteel alleen in zuidelijke richting gaat in de ochtendspitsen en in noordelijke richting in de avondpieken. Snelle treinen in zuidelijke richting rijden non-stop tussen Moor Park, Harrow-on-the-Hill en Finchley Road . Semi-snelle treinen in zuidelijke richting rijden alleen non-stop tussen Harrow-on-the-Hill en Finchley Road. Snelle en semi-snelle treinen in noordelijke richting doen bovendien Wembley Park aan voordat ze non-stop tussen de bovengenoemde stations rijden.
De normale dienst tijdens de daluren omvat:
- 4 ritten per uur naar Aldgate (alle stations)
- 2 ritten per uur naar Amersham
- 2 ritten per uur naar Chesham

De ochtendspitsdienst omvat:
- 4 ritten per uur naar Aldgate (snel)
- 2 ritten per uur naar Aldgate (semi-snel)
- 4 ritten per uur naar Amersham
- 2 ritten per uur naar Chesham

De avonddienst omvat: 
- 2 ritten per uur naar Baker Street (alle stations)
- 4 ritten per uur naar Aldgate via Baker Street (alle stations)
- 4 ritten per uur naar Amersham
- 2 ritten per uur naar Chesham

### Chiltern Railways
Chiltern Railways exploiteert diensten tussen London Marylebone en Aylesbury Vale Parkway via Chorleywood.
De normale dienst tijdens de daluren omvat:
- 2 ritten per uur naar Londen Marylebone
- 1 rit per uur naar Aylesbury
- 1 rit per uur naar Aylesbury Vale Parkway via Aylesbury